# Phyllachora polytocae
Phyllachora polytocae är en svampart som beskrevs av Parbery 1967. Phyllachora polytocae ingår i släktet Phyllachora och familjen Phyllachoraceae.   Inga underarter finns listade i Catalogue of Life.